# Laboratorio Nacional de Energías Renovables
El Laboratorio Nacional de Energía Renovable (en inglés: National Renewable Energy Laboratory, abreviado; NREL) es un laboratorio estadounidense que se especializa en la investigación y desarrollo de energía renovable, eficiencia energética, integración de sistemas de energía y transporte sostenible. El NREL es un centro de investigación y desarrollo financiado con fondos federales patrocinado por el Departamento de Energía de los Estados Unidos y operado por Alliance for Sustainable Energy (ASE), una empresa conjunta entre MRIGlobal y Battelle. Ubicado en Golden, Colorado, el NREL alberga el Centro Nacional de Energía Fotovoltaica, el Centro Nacional de Bioenergía y el Centro Nacional de Tecnología Eólica.

## Historia
La Ley de Investigación, Desarrollo y Demostración de Energía Solar de 1974 estableció el Instituto de Investigación de Energía Solar, que abrió en 1977 y fue operado por MRIGlobal. Bajo la administración presidencial de Jimmy Carter, sus actividades fueron más allá de la investigación y el desarrollo en energía solar, ya que trató de popularizar el conocimiento sobre tecnologías ya existentes, como la energía solar pasiva. Durante la administración de Ronald Reagan, el presupuesto del instituto se redujo en casi un 90%; muchos empleados fueron "reducidos en plantilla" y las actividades del instituto se redujeron a I+D. En septiembre de 1991, el instituto fue designado como laboratorio nacional del Departamento de Energía de los Estados Unidos por el presidente George H. W. Bush y su nombre fue cambiado a Laboratorio Nacional de Energía Renovable.
El interés renovado en los problemas energéticos mejoró la posición del laboratorio, pero la financiación ha fluctuado a lo largo de los años. En 2011, los déficits presupuestarios previstos por el Congreso llevaron a un programa de adquisiciones voluntarias de 100 a 150 reducciones de personal, y en 2015 los recortes presupuestarios llevaron a despidos de personal y más adquisiciones.
El Dr. Martin Keller se convirtió en el noveno director del NREL en noviembre de 2015, y actualmente se desempeña como director del laboratorio y presidente de su contratista operativo, Alliance for Sustainable Energy, LLC. Reemplazó a Dan Arvizu, quien se retiró en septiembre de 2015 después de 10 años en esos roles.

## Financiamiento del Departamento de Energía

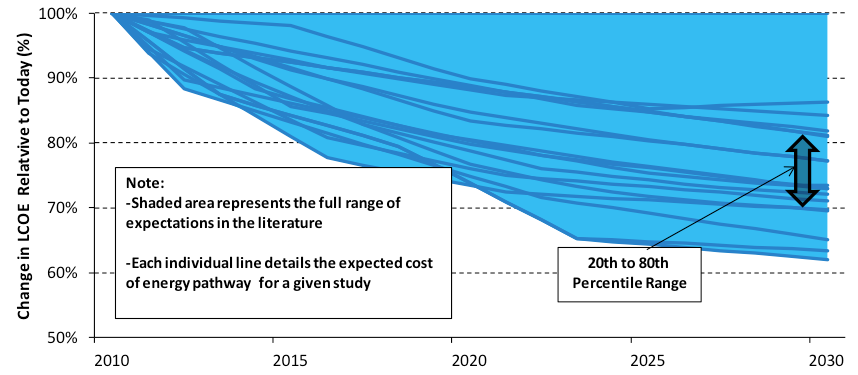
El Laboratorio Nacional de Energía Renovable proyecta que el costo nivelado de la energía eólica disminuirá aproximadamente un 25% entre 2012 y 2030.

En el año fiscal 2020, las asignaciones del Congreso para el Departamento de Energía contenían $ 464,3 millones para el NREL. Este total incluía las siguientes cantidades para sus programas de tecnología de energía renovable:
- Energía solar: $ 122,4 millones
- Energía eólica: $ 30,0 millones
- Bioenergía: $ 56,3 millones
- Hidrógeno y pilas de combustible: 17,6 millones
- Energía geotérmica: $ 1.8 millones
- Energía hidráulica: $ 15,8 millones

## Comercialización y transferencia de tecnología
El NREL trabaja en estrecha colaboración con varios socios privados para transferir desarrollos tecnológicos en energías renovables y tecnologías de eficiencia energética al mercado y al ámbito social.
Las tecnologías de NREL han sido reconocidas con 61 premios I+D 100. La ingeniería y la ciencia detrás de estos éxitos y premios de transferencia de tecnología demuestran el compromiso del NREL con un futuro energético sostenible. La idea de transferencia de tecnología se agregó a la misión del NREL como un medio para mejorar el impacto comercial y el beneficio social, justificando en última instancia el uso de dólares de impuestos para financiar en parte los proyectos en el laboratorio.
Dado que muchas de estas tecnologías son jóvenes y, a menudo, recién emergentes, el NREL tiene como objetivo reducir el riesgo de la inversión del sector privado y la adopción de sus desarrollos. Tres piezas clave de la legislación federal establecieron el marco de políticas para promulgar la transferencia de tecnología: la Ley de Innovación Tecnológica Stevenson-Wydler de 1980, la Ley Bayh-Dole o la Ley de Procedimientos de Patentes de Universidades y Pequeñas Empresas de 1980 y la Ley Federal de Transferencia de Tecnología de 1986.
En última instancia, muchas de las tecnologías implementadas ayudan a mitigar la dependencia del petróleo de los Estados Unidos, reducen las emisiones de carbono del uso de combustibles fósiles y mantienen la competitividad de la industria estadounidense. La implementación de tecnologías se logra mediante el desarrollo de asociaciones tecnológicas con la industria privada. El NREL sirve como una plataforma de investigación de riesgo reducido y, a través de asociaciones, esos avances pueden traducirse efectivamente en el servicio de los intereses tanto del sector privado como del sector público. Los objetivos energéticos establecidos por el Departamento de Energía están a la vanguardia de la investigación realizada en el laboratorio, y la investigación refleja los objetivos energéticos, que están diseñados teniendo en cuenta el interés de la "competitividad de la industria estadounidense". El desafío para lograr estos objetivos es la seguridad de la inversión.
Parte del proceso de transferencia de tecnología es formar asociaciones que no solo se centren en la seguridad financiera, sino que también consideren a los socios que han demostrado valores fundamentales que reflejan la integridad para gestionar la introducción y asimilación de los desarrollos tecnológicos. El NREL se enfoca en los valores centrales de la entidad asociada, la voluntad de establecer y cumplir metas oportunas, la dedicación a la transparencia y la intención recíproca de un mayor desarrollo. Bajo estos acuerdos de asociación, el NREL no financia proyectos realizados por sus socios privados. El NREL ofrece oportunidades de financiamiento a través de sus contratos colocados de manera competitiva. Para formar un Acuerdo de Asociación Tecnológica con el NREL, hay esencialmente siete pasos:
1. Discutir la propuesta de proyecto con el contacto técnico apropiado del NREL
2. Determinar si el proyecto cumple con las calificaciones
3. Desarrollar declaración de trabajo
4. Revisar y/o negociar
5. Firmar acuerdo
6. Envía fondos y comienza a trabajar
7. Gestionar compromiso[15]

Se estima que el proceso requiere 45 días hábiles, sujeto a negociaciones. Los acuerdos de asociación tecnológica proporcionan solo los servicios técnicos del NREL.
El NREL también tiene un programa de acceso de usuarios que permite a los investigadores externos utilizar la Instalación de Integración de Sistemas de Energía (ESIF) y confiar en su personal de científicos e ingenieros para desarrollar y evaluar tecnologías energéticas.
Existen varias otras formas para que las universidades y la industria trabajen con el NREL, incluido un Acuerdo de Investigación y Desarrollo Cooperativo (Cooperative Research and Development Agreemen, CRADA), un Acuerdo de Financiamiento (Funds-In Agreement, FIA) y un Acuerdo de Servicios Técnicos (Technical Services Agreement, TSA).

### Acuerdo de Investigación y Desarrollo Cooperativo
Un Acuerdo de Investigación y Desarrollo Cooperativo (CRADA) es una asociación entre el NREL y una empresa externa. Este tipo de acuerdo protege la propiedad intelectual tanto del NREL como de la empresa externa, y permite a la empresa inversora negociar una licencia de campo de uso exclusivo para cualquier invención que surja del CRADA.
Un CRADA entre el NREL y DuPont ayudó a la compañía química a desarrollar dos tecnologías clave para procesar etanol celulósico y condujo a la apertura de una refinería de 30 millones de galones en Iowa en 2015.

### Acuerdos de Proyectos de Asociación Estratégica
El NREL ofrece servicios técnicos a los socios que requieren recursos que no están disponibles para ellos a través de un Acuerdo de Proyectos de Asociación Estratégica, que anteriormente se conocía como un "Acuerdo de Trabajo para Otros". Este acuerdo se diferencia de un CRADA en que no tienen el propósito de realizar una investigación conjunta. El socio cubre el costo total del proyecto. Hay tres tipos de Acuerdos de Proyectos de Asociación Estratégica:
1. Acuerdo Interagencial-Gobierno: asociación formada entre el Departamento de Energía y una segunda agencia federal de EE.UU. La agencia externa financia el proyecto directamente.[15]
2. Acuerdo de Financiamiento (FIA): una entidad no federal financia el proyecto y la investigación realizada por el NREL. En algunas ocasiones, el socio puede obtener el título de invenciones.
3. Acuerdo de Servicios Técnicos (TSA): una entidad no federal paga al NREL por los servicios relacionados con un problema analítico. El NREL proporciona consultas y asistencia técnica básica.

### Licencia de tecnología
El NREL ofrece licencias para muchas de sus tecnologías relacionadas con la eficiencia energética y el desarrollo de energías renovables. La licencia de la propiedad intelectual del NREL está disponible para empresas de cualquier tamaño, desde la puesta en marcha hasta Fortune 500. Las tecnologías disponibles se clasifican en las categorías de: sistemas de conversión y suministro de electricidad renovable, formulación y suministro de combustibles renovables, sistemas de energía eficientes e integrados y análisis de energía estratégica. "Las tecnologías desarrolladas por el NREL incluyen vehículos y combustibles, ciencias básicas, biomasa, energía solar de concentración, sistemas de infraestructura eléctrica, geotermia, hidrógeno y celdas de combustible, energía fotovoltaica y eólica".
El NREL tiene una lista de 150 resúmenes de mercado disponibles para licenciamiento, y la lista incluye información acerca de las descripciones de las tecnologías, sus beneficios, aplicaciones potenciales y su etapa actual de desarrollo.

## Centro Nacional de Energía Fotovoltaica
Los objetivos de la investigación de energía fotovoltaicos (FV) realizada en el NREL son disminuir "la dependencia de la nación de la electricidad generada con combustibles fósiles al reducir el costo de la electricidad suministrada y mejorar la eficiencia de los módulos y sistemas fotovoltaicos".
La investigación fotovoltaica en el NREL se realiza bajo el Centro Nacional para Fotovoltaicos (National Center for Photovoltaics, NCPV). Una misión principal del NCPV es apoyar los esfuerzos continuos de la Iniciativa SunShot del Departamento de Energía, que quiere aumentar la disponibilidad de energía solar a un costo competitivo con otras fuentes de energía. El NCPV coordina su investigación y sus objetivos con investigadores de todo el país, incluido el Centro de Energía Cuántica y Tecnologías Solares Sostenibles (Quantum Energy and Sustainable Solar Technologies, QESST) y el Consorcio FV del Área de la Bahía. La NCPV también se asocia con muchas universidades y otros socios de la industria. El NREL atrae a docenas de estudiantes anualmente a través del Programa Ultraeficaz de Laboratorio Nacional de la Universidad Solar (Solar University-National lab Ultra-effective Program, SUN UP), que fue creado para facilitar las interacciones existentes y nuevas entre las universidades y el laboratorio.
El laboratorio mantiene una serie de asociaciones de investigación para la investigación fotovoltaica.

### Investigación y desarrollo
Algunas de las áreas de I+D fotovoltaica incluyen las propiedades físicas de los paneles fotovoltaicos, el rendimiento y la fiabilidad de la fotovoltaica, la formación de uniones y la investigación de materiales foto-electroquímicos.
A través de esta investigación, el NREL espera superar las actuales tecnologías en eficiencia y competitividad de costes y alcanzar el objetivo general de la generación de electricidad a $ 0.06/kWh para la red de sistemas fotovoltaicos.
El NREL identifica los siguientes como piedras angulares de su programa de I+D fotovoltaico: la Asociación de Película-Fina y el Proyecto de I+D de fabricación fotovoltaica.
El Programa de Asociación de Película Fina en el NREL coordina equipos de investigación nacionales de fabricantes, académicos y científicos del NREL en una variedad de temas relacionados con la fotovoltaica de película-fina. Las áreas de investigación del Thin Film Partnership Program incluyen silicio amorfo (a-Si), diselenuro de cobre e indio (CuInSe2 o CIGS) y telururo de cadmio (CdTe), y la fiabilidad del módulo.
El proyecto de investigación y desarrollo de fabricación fotovoltaica del NREL es una asociación en curso entre el NREL y empresas de fabricación solar del sector privado. Comenzó en 1991 como el Proyecto de Tecnología de Fabricación Fotovoltaica (Photovoltaic Manufacturing Technology, PVMaT) y fue ampliado y renombrado en 2001 debido a su éxito como proyecto. El objetivo general de la investigación realizada en el marco del Proyecto de I+D de fabricación fotovoltaica es ayudar a mantener una posición sólida en el mercado para las empresas solares de EE. UU. Investigando formas de reducir los costos para los fabricantes y clientes y mejorar el proceso de fabricación. Se estima que el proyecto ha ayudado a reducir el costo de fabricación de los paneles fotovoltaicos en más del 50%.
Ejemplos de logros del Proyecto de Investigación y Desarrollo de Fabricación FV incluyen el desarrollo de un proceso de fabricación que aumenta la producción de módulos solares de silicio en un 8% sin aumentar los costos y el desarrollo de un nuevo proceso de recubrimiento de boro que reduce los costos solares sobre los procesos tradicionales.

### Pruebas
El NREL es capaz de proporcionar pruebas y evaluación a la industria fotovoltaica con instalaciones de prueba en interiores, exteriores y de campo. NREL puede proporcionar pruebas de rendimiento a largo plazo, confiabilidad y fallas de componentes para sistemas fotovoltaicos. El NREL también ha acelerado las capacidades de prueba tanto de las células fotovoltaicas como de los componentes del sistema para identificar áreas de posible degradación y falla a largo plazo. El grupo de rendimiento de dispositivos fotovoltaicos del NREL puede medir el rendimiento de las células y módulos fotovoltaicos con respecto a un conjunto de referencia estándar o personalizado. Esto permite que el NREL funcione como una instalación independiente para verificar el rendimiento del dispositivo. El NREL permite a los miembros de la industria probar y evaluar productos potenciales, con la esperanza de que conduzca a una tecnología más rentable y confiable. El objetivo general es ayudar a mejorar la confiabilidad en la industria fotovoltaica.

### Ejecución
El NREL también busca aumentar la conciencia pública sobre las tecnologías fotovoltaicas a través de sus servicios de implementación. El NREL proporciona una serie de publicaciones técnicas y no técnicas destinadas a ayudar a aumentar la conciencia y la comprensión de los consumidores sobre la energía solar fotovoltaica. Los científicos del NREL investigan los mercados energéticos y cómo desarrollar el mercado de la energía solar. También realizan investigación y divulgación en el área de energía fotovoltaica integrada en edificios. El NREL también es un organizador activo y patrocinador del Solar Decathlon del Departamento de Energía.
El NREL proporciona información sobre la energía solar, más allá de los artículos científicos sobre investigaciones realizadas en el laboratorio. El laboratorio proporciona publicaciones sobre recursos solares y manuales sobre diferentes aplicaciones de la tecnología solar, así como una serie de diferentes modelos y herramientas de recursos solares. El laboratorio también pone a disposición varios conjuntos de datos de recursos solares diferentes en su Centro de datos de recursos renovables.

### Instalaciones

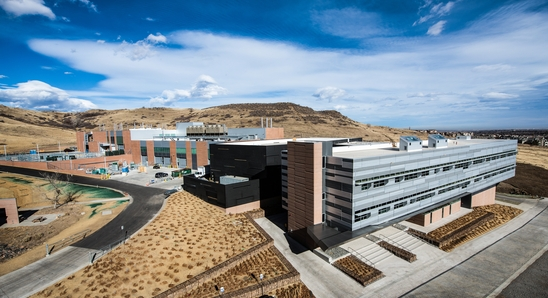
La Instalación de Integración de Sistemas de Energía en Golden, Colorado.

El campus del NREL en Golden, Colorado alberga varias instalaciones dedicadas a la investigación de energía fotovoltaica y biomasa. En la Instalación de Ciencia y Tecnología recientemente inaugurada, se llevan a cabo investigaciones sobre células solares, películas delgadas y nanoestructuras. La instalación de pruebas al aire libre del NREL permite a los investigadores probar y evaluar tecnologías fotovoltaicas en una variedad de condiciones, tanto en interiores como en exteriores. Los científicos del NREL trabajan en el Outdoor Test Facility para desarrollar estándares para probar tecnologías fotovoltaicas. En las instalaciones de prueba al aire libre, los investigadores de NREL calibran las celdas de referencia primarias para su uso en una variedad de aplicaciones. Uno de los principales edificios para la investigación fotovoltaica en el NREL es la Instalación de Investigación de Energía Solar (Solar Energy Research Facility, SERF). Algunos ejemplos de investigaciones realizadas en el SERF incluyen la investigación de materiales semiconductores, la producción de prototipos de células solares y la medición y caracterización del rendimiento de las células y módulos solares. Además, el techo del SERF puede albergar diez paneles fotovoltaicos para evaluar y analizar el rendimiento de los sistemas fotovoltaicos integrados en edificios comerciales. Además, en el SERF también se realizan I+D en materiales y dispositivos fotovoltaicos, medición y caracterización, pruebas de confiabilidad. En el Laboratorio de Investigación de Radiación Solar, el NREL ha estado midiendo la radiación solar y los datos meteorológicos desde 1984.

## Centro Nacional de Bioenergía
El Centro Nacional de Bioenergía (National Bioenergy Center, NBC) se estableció en octubre de 2000. "El Centro Nacional de Bioenergía está compuesto por cuatro grupos técnicos y un líder técnico para el desarrollo de asociaciones con la industria. El desarrollo de asociaciones incluye el trabajo realizado en el NREL en virtud de los Acuerdos de Investigación y Desarrollo Cooperativos (CRADA), los Acuerdos de Servicio Técnico (TSA), los Acuerdos de Servicios Analíticos (ASA) y la Investigación de Contratos de Trabajo para Otros (WFO) para los socios de la industria del Departamento de Energía".
El objetivo principal de la investigación es convertir biomasa en biocombustibles/intermedios bioquímicos a través de procesos bioquímicos y termoquímicos.
El Centro Nacional de Bioenergía se divide actualmente en determinadas áreas de investigación y tecnología:
- Ciencia Aplicada
- I+D en Catálisis y Ciencias Termoquímicas e Ingeniería
- I+D de Procesos Bioquímicos
- Análisis de Biorrefinería

Algunos de los proyectos actuales se encuentran en las siguientes áreas:
- Características de la biomasa
- Conversión bioquímica
- Conversión termoquímica
- Ciencia química y catalizadora
- Procesos integrados de biorrefinería
- Biocombustibles de microalgas
- Análisis de procesos y sostenibilidad de biomasa

La Instalación de Investigación de Biorefinería Integrada (Integrated Biorefinery Research Facility, IBRF) alberga múltiples trenes de procesos a escala piloto para convertir biomasa en varios combustibles líquidos a una velocidad de 450 a 900 kg (0,5-1 tonelada) por día de biomasa seca. Las operaciones unitarias incluyen lavado y molienda de materia prima, pretratamiento, hidrólisis enzimática, fermentación, destilación y separación sólido-líquido. El corazón de la Instalación de Usuarios Termoquímicos (Thermochemical Users Facility, TCUF) es la Unidad de Desarrollo de Procesos Termoquímicos (Thermochemical Process Development Unit, TCPDU) de 0,5 toneladas métricas por día, que puede funcionar en modo de pirólisis o gasificación.

## Centro Nacional de Tecnología Eólica

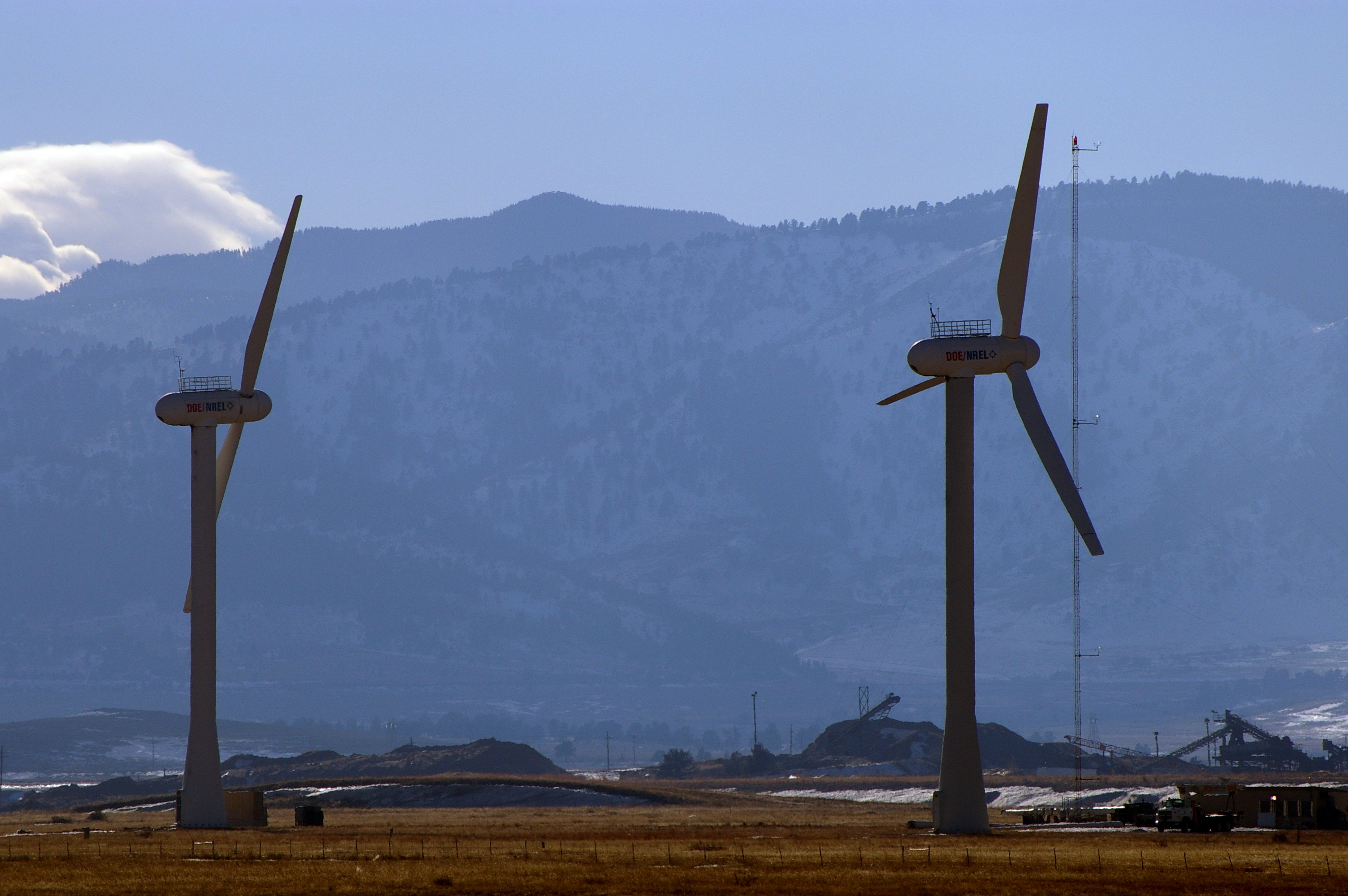
Las principales turbinas eólicas en investigación en el NREL.

El NREL ha producido muchas tecnologías que impactan la industria eólica a nivel mundial. El Centro Nacional de Tecnología Eólica (National Wind Technology Center, NWTC) alberga 20 patentes y ha creado software como (FAST), software de simulación que se utiliza para modelar turbinas eólicas.
El NWTC está ubicado en el campus Flatirons del NREL, que se encuentra en la base de las colinas al sur de Boulder, Colorado. El campus comprende sitios de prueba de campo, laboratorios de prueba, áreas de trabajo industriales de gran altura, talleres de maquinaria, laboratorios de electrónica e instrumentación y áreas de oficinas.
El NWTC también alberga la Instalación de Prueba de Recursos Energéticos Distribuidos (Distributed Energy Resources Test Facility, DERTF) del NREL. El DERTF es un laboratorio de trabajo para pruebas de interconexión e integración de sistemas. Esta instalación incluye tecnologías de generación, almacenamiento e interconexión, así como equipos de sistemas de energía eléctrica capaces de simular un sistema eléctrico del mundo real.
El Centro es la primera instalación en los Estados Unidos con un sistema de prueba de interfaz de red controlable que tiene capacidades de simulación de fallas y permite a los fabricantes y operadores del sistema realizar las pruebas necesarias para la certificación en un entorno de laboratorio controlado. Es el único sistema en el mundo que está completamente integrado con dos dinamómetros y tiene la capacidad de extender esa integración a turbinas en el campo y a una matriz de dispositivos de almacenamiento electrónicos y mecánicos, todos los cuales están ubicados muy cerca del mismo sitio.

## Investigación en sistemas de transporte y de hidrógeno
Como el único laboratorio nacional dedicado al 100% a la energía renovable y la eficiencia energética, el NREL colabora con la industria, el gobierno y los socios de investigación para crear mejores:
- Tecnologías de vehículos eléctricos, híbridos, de pila de combustible y convencionales
- Biocombustibles, hidrógeno, gas natural, propano y combustibles derivados del petróleo
- Infraestructura de carga y repostaje.

### Áreas de investigación del transporte
- Tecnologías de Vehículos Comerciales
- Integración de la Red de Vehículos Eléctricos
- Almacenamiento de Energía
- Rendimiento de Combustibles
- Electrónica de Potencia y Máquinas Eléctricas
- Iniciativa de Movilidad Sostenible
- Análisis e Integración de Sistemas
- Gestión Térmica del Vehículo